# تيلو بروكنير
تيلو بروكنير (بالألمانية: Tilo Prückner)‏ (و. 1940  م) هو ممثل مسرحي، وممثل أفلام، وممثل تلفزي ألماني، ولد في آوغسبورغ.

## وصلات خارجية
- تيلو بروكنير على موقع IMDb (الإنجليزية)
- تيلو بروكنير على موقع روتن توميتوز (الإنجليزية)
- تيلو بروكنير على موقع مونزينجر (الألمانية)
- تيلو بروكنير على موقع قاعدة بيانات الأفلام العربية
- تيلو بروكنير على موقع قاعدة بيانات الأفلام العربية
- تيلو بروكنير على موقع ألو سيني (الفرنسية)
- تيلو بروكنير على موقع أول موفي (الإنجليزية)
- تيلو بروكنير على موقع قاعدة بيانات الأفلام السويدية (السويدية)
- تيلو بروكنير على موقع ديسكوغز (الإنجليزية)
- تيلو بروكنير على موقع قاعدة بيانات الفيلم (الإنجليزية)